# Alignement du Bas Rocher
L'Alignement du Bas Rocher est situé à Ercé-près-Liffré dans le département français d'Ille-et-Vilaine.

## Description
L'alignement est orienté sud-est/nord-ouest. Toutes les pierres sont en grès.
Le menhir no 1 a la forme d'une pyramide tronquée à quatre faces inégales. Il mesure 3,50 m de hauteur pour une largeur maximale de 2,11 m à la base et une épaisseur de 1,10 m.
Le menhir no 2 est situé à 38 m en contrebas du précédent. Sa forme est aussi celle d'une pyramide tronquée. Il mesure 1,80 m de hauteur pour une largeur de 1,75 m à la base et une épaisseur de 1,25 m. Il est accompagné d'un petit bloc (1,80 m de hauteur).
Il existait, précédemment, un troisième menhir de la même forme que le no 2 (2,80 m de hauteur pour 2,20 m d'épaisseur et de largeur) désormais disparu.